# Melle (Germania)
Melle è un comune indipendente di 46 732 abitanti, della Bassa Sassonia, in Germania.
Appartiene al circondario (Landkreis) di Osnabrück (targa OS)

## Amministrazione

### Gemellaggi
- Bad Dürrenberg ( Germania)
- Cires-lès-Mello ( Francia)
- Eecke ( Francia)
- Eke ( Belgio)
- Jēkabpils ( Lettonia)
- Melle ( Francia)
- New Melle ( Stati Uniti)
- Niğde ( Turchia)
- Reinickendorf (distretto di Berlino,  Germania)
- Resko ( Polonia)
- Röckwitz ( Germania)
- Toržok ( Russia)